# Sphodromantis lineola
Sphodromantis lineola é uma espécie de louva-a-deus da família dos Mantidae, sendo encontrados em Angola, Etiópia, Burkina Faso, Costa do Marfim, Gabão, Gana, Guiné, Camarões, Quênia, Congo, Libéria, Malawi, Mali, Nigéria, Senegal, Serra Leoa, Sudão, Tanzânia, Togo, Uganda e Brasil.